# Ignacy Narbutt
Ignacy Narbutt herbu Trąby – sędzia ziemiański lidzki w 1792 roku, sędzia ziemski lidzki w latach 1770-1792, podczaszy lidzki w latach 1765-1770, poseł powiatu lidzkiego na sejm 1784 roku.